# 中野瞳
中野 瞳（なかの ひとみ、1990年11月23日 - ）は、兵庫県神戸市出身の日本の陸上競技選手。専門は走幅跳及び三段跳で、それぞれ6m44及び13m00の記録を持つ。
兵庫県立長田高等学校在学中の2007年6月、池田久美子、桝見咲智子が保持していた当時の日本ジュニア記録6m43を1cm上回る6m44を記録した。当時16歳であり、この記録は日本ユース記録でもある。
長田高校卒業後は筑波大学に進学し、陸上競技部に所属していた。関東インカレ優勝3回及び全日本インカレ優勝1回をはじめ、数々の好成績を残す。
2019年からアルバイト先である和食山口を所属先としていたが、現在は、株式会社籠谷に所属し、競技を続けながらアスリート向けカステラ等の開発業務にも従事している。
また、跳躍仲間たちと一般社団法人ジャンプフェスティバルを立ち上げ、跳躍競技を主眼においたsocial activityにも力を入れている。
特定疾患である潰瘍性大腸炎の罹患者であり、高校時代には好記録を出す裏で、もっとも症状が重たかった時期だったといい、入院すると体重を10kg以上も落としてしまう病状だった。
2022年2月、筑波大学大学院の同期で走高跳選手として活躍した衛藤昂と結婚。なお、衛藤昴は、2024年2月の日本室内陸上競技大阪大会で現役復帰している。